# Jonah Chesum
Jonah Kipkemoi Chesum (Iten, Kenia, 5 de mayo de 1989), conocido como Jonah Chesum, es un atleta paralímpico profesional keniano.

## Biografía
De pequeño Jonah Chesum sufrió unas graves quemaduras tras un incendio que le dejó graves lesiones en su brazo y mano derecha, quedando visiblemente desfigurados. Siguió entrenando hasta llegar a ser un atleta profesional, inscrito en la categoría T46, aquellos discapacitados físicos con afectación de alguna extremidad o falta de ella, hasta ser seleccionado como representante de Kenia en los Juegos Paralímpicos de Londres 2012. Posteriormente, se inscribió de la categoría T47, que admite participar tanto en campeonatos paralímpicos como absolutos.
En marzo de 2017, hizo historia ganando la Maratón de Barcelona en 2017, por delante de los demás deportistas de élite de categoría absoluta y siendo el primer atleta paralímpico en ganarla desde que se creó en 1978 con un tiempo de 2:08:57.

## Resultados
| Año  | Lugar                     | Evento                                  | Prueba        | Tiempo   | Posición |
| ---- | ------------------------- | --------------------------------------- | ------------- | -------- | -------- |
| 2017 | España, Barcelona         | Maratón de Barcelona                    | Maratón       | 02:08:57 | 1.º      |
| 2017 | Reino Unido, Cardiff      | Cardiff University Half Marathon        | Media maratón | 01:02:04 | 5.º      |
| 2016 | Reino Unido, Londres      | Vitality Run Hackney 2016               | Media maratón | 01:07:47 | 2.º      |
| 2016 | Reino Unido, Londres      | Run Britain                             | Media maratón | 01:09:20 | 1.º      |
| 2015 | Reino Unido, Brístol      | Simplyhealth Great Bristol 10K          | 1000 metros   | 00:29:18 | 1.º      |
| 2014 | Reino Unido, Peterborough | Perkins Great Eastern Run Half Marathon | Media maratón | 01:03:36 | 1.º      |
| 2014 | Reino Unido, Basingstoke  | Basingstoke Half Marathon               | Media maratón | 01:06:13 | 1.º      |
| 2014 | Reino Unido, Swansea      | Admiral Swansea Bay 10k                 | 1000 metros   | 00:28:54 | 1.º      |
| 2012 | Reino Unido, Londres      | Juegos Paralímpicos de Londres          | 800 metros    | 00:01:56 | 6.º      |
| 2012 | Reino Unido, Londres      | Juegos Paralímpicos de Londres          | 1500 metros   | 00:04:38 | 7.º      |